# Caza de trofeos

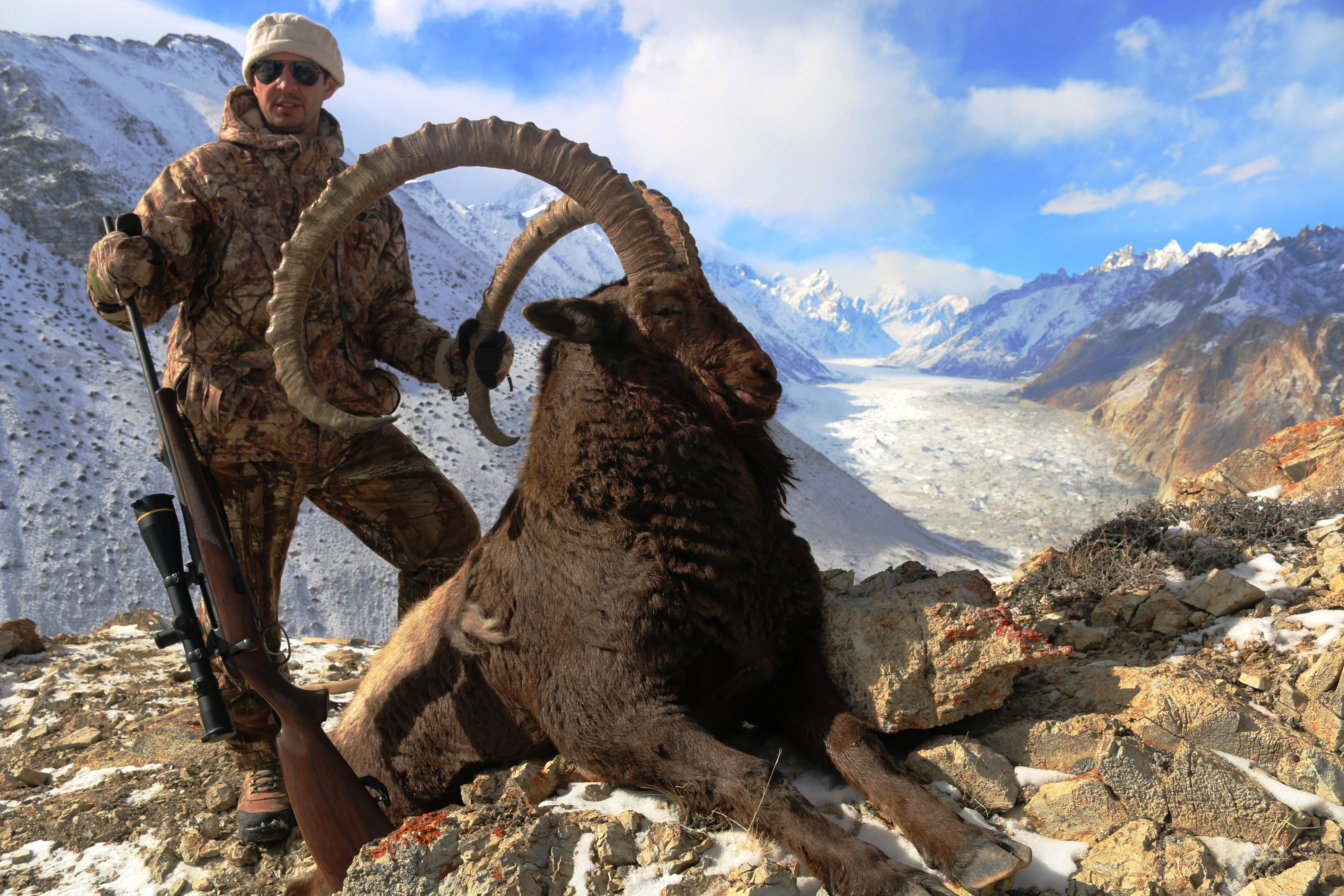
Cazador deportivo con una cabra de los Himalayas en Pakistán.

La caza de trofeos es una forma de caza deportiva de animales salvajes, en la que el cazador se limita a cazar un miembro de la especie que cuente con las características para ser considerado un trofeo, que se caracteriza por ser un miembro macho adulto de la especie, el cual es más difícil de cazar y cuya extracción de la población no genera un impacto negativo en el entorno. La caza por trofeos permite controlar poblaciones, contribuye a mantener un pool genético sano y a destapar valor en hábitats naturales.  El cazador coleccionará pieles, cornamentas o colmillos de los animales que cace para recordar la experiencia y honrar a la presa, siendo esta generalmente un espécimen macho provisto de cuernos grandes o astas desarrolladas, las cuales han una talla mínima y cuya extracción no generaría un impacto negativo en el ecosistema si la caza está bien regulada. Normalmente, sólo algunas partes de la presa son mantenidas como trofeo (por lo general la cabeza, piel, cuernos, o astas), que son preservadas por un taxidermista, y comúnmente almacenadas en una salón de trofeos.
Los debates que rodean caza de trofeos han generado diferentes posturas acerca de la moralidad en caza deportiva y los esfuerzos de conservación logrados a través de la caza mayor, tanto en campos libres como en ranchos y en cotos.

## Caza por Trofeos en el Mundo

### África

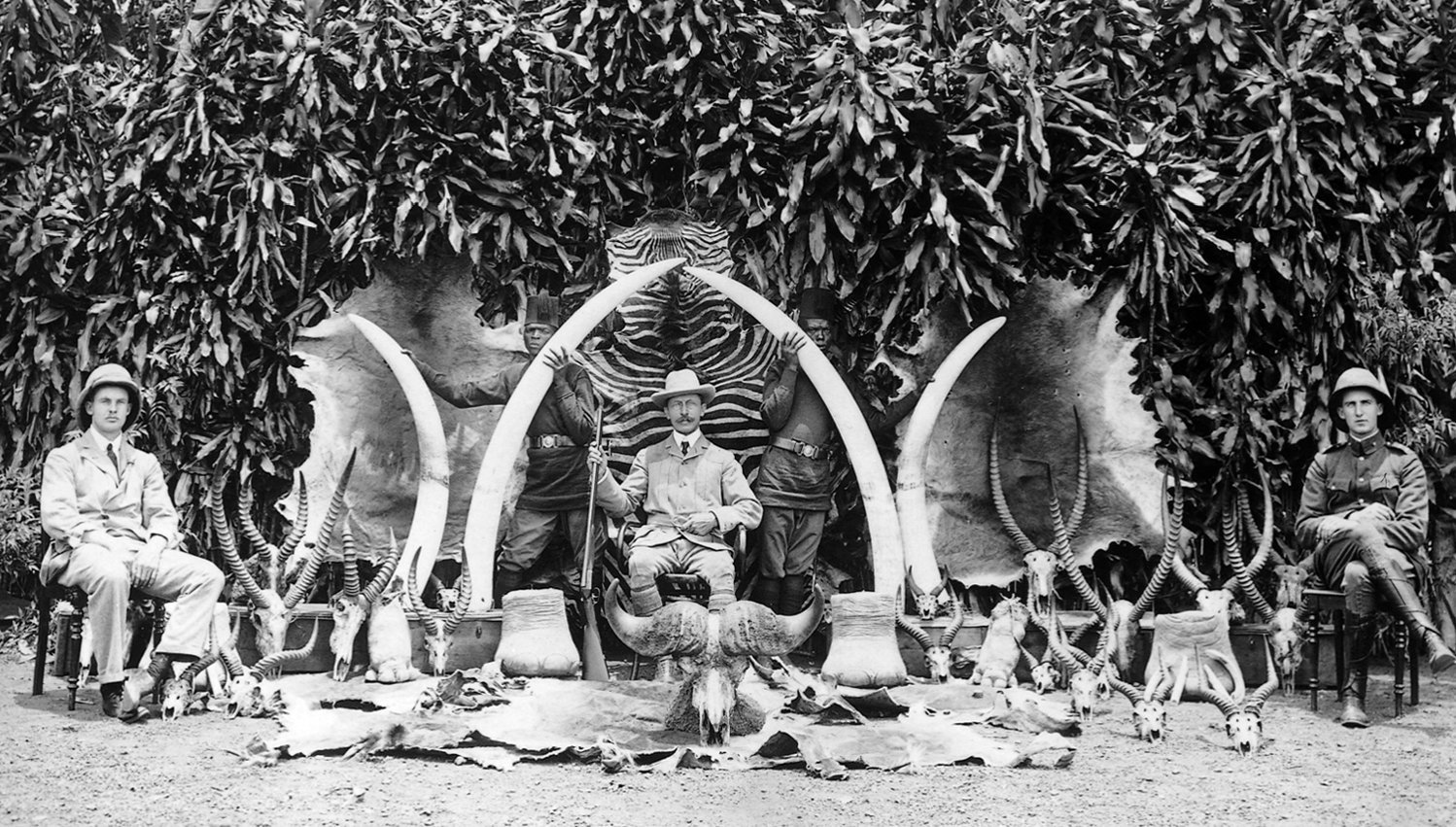
Gobernador británico Henry Hesketh con los trofeos de un safari en Uganda, 1908

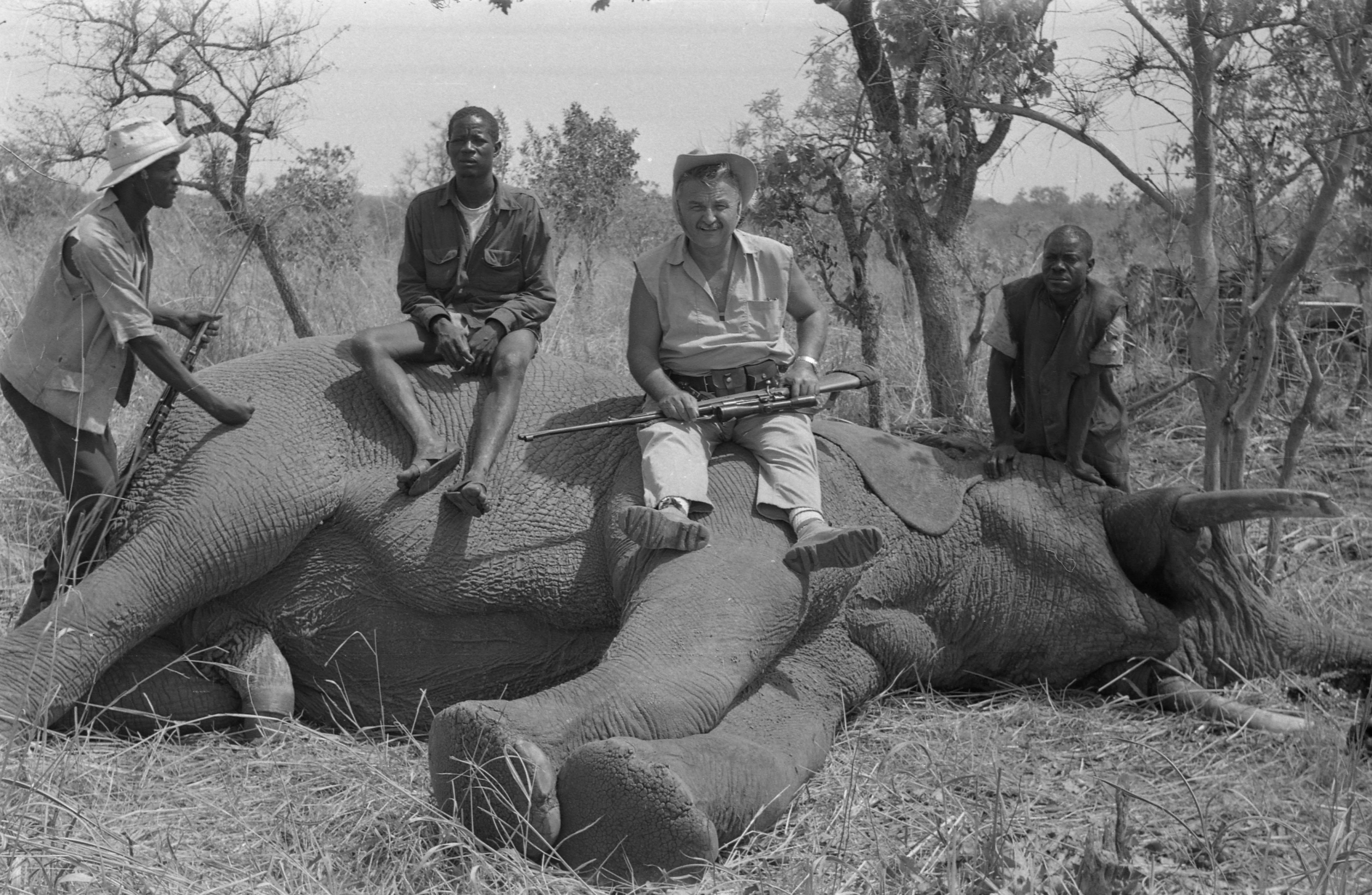
Un cazador y las guías locales que posan con un elefante, 1970

La caza deportiva por trofeos es practicada en África desde hace mucho tiempo y fue popularizada por los cazadores británicos de fines del siglo XIX y principios del siglo XX. Cazadores de marfil y naturalistas como Frederick Selous, Walter Bell o Samuel Baker, recorrieron las inhóspitas sabanas y junglas de las colonias inglesas en África Oriental y la India, cazando y recolectando piezas para los museos de historia natural, despertando así el interés entre los cazadores deportivos ingleses y creando la industria del turismo cinegético, que se registra con safaris como el del presidente Theodore Roosvelt y su hijo Kermit, llegando a su época de oro en la década de 1950. Cazadores profesionales como Philip Hope Percival, Sydney Downey y Harry Selby fueron reconocidos guías de safaris en la época, creando negocios como Kerr & Downey. Actualmente la industria cinegética ha evolucionado; algunos países han vedado la caza deportiva, como es el caso de Kenia, mientras que otros la han aperturado, siendo Sudáfrica probablemente el país del continente africano que perciba más ingresos por esta actividad que beneficia al continente generando varios millones de dólares en ingresos anuales y siendo una forma de conservación de zonas naturales.
La práctica de caza de trofeos supersede la caza en ranchos, los cuales han contribuido en legitimar la actividad como parte de la industria de turismo en África. Los primeros ranchos de caza en África establecidos a partir de 1960, los cuales rápidamente proliferaron. Estadísticas del año 2000 ilustran que había aproximadamenten 7000 ranchos de caza y reservas que operan dentro Sudáfrica, en un área de más de 16 millones de hectáreas. captando aficionados e inversionistas extranjeros que contribuyen al desarrollo económico y la conservación de los espacios naturales del país.

### Norteamérica

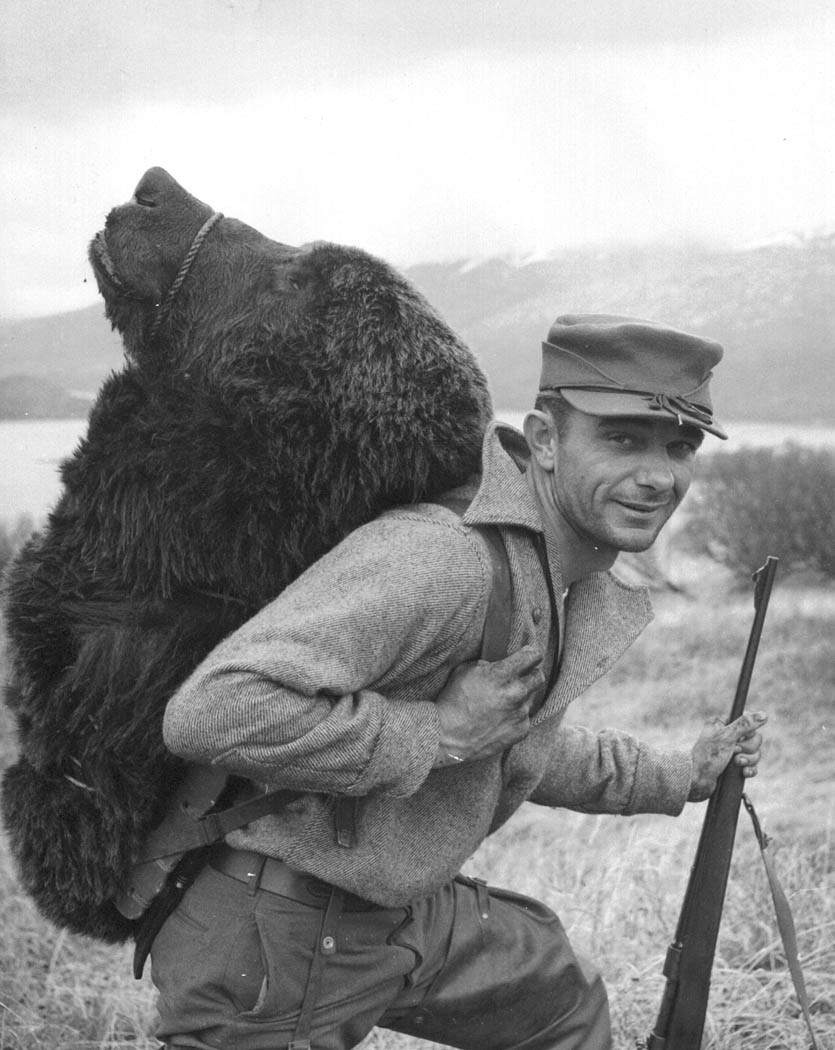
Cazador con la carcasa de un oso. Archipiélago de Kodiak

La caza de trofeos en Norteamérica es una práctica difundida y que genera miles de millones de dólares que son destinados a la preservación y generación de empleos, siguiendo modelos definidos de manejo que han demostrado ser exitosos. El club Boone y Crockett, creado a inicios del siglo XX promouve el concepto de caza selectiva de trofeos, que son representados por machos viejos de las diferentes especies de interés cinegético, como forma de conservación. Uno de los creadores de la organización fue el presidente Theodore Roosevelt, quien también es responsable por la creación del concepto de parques nacionales como forma de preservación de hábitats naturales. La organización supervisa el éxito de conservación de esta práctica a través de su Registros de caza mayor.
Por otro lado las contribuciones de cazadores  como Jack O' Connor a través de sus escritos, han generado indirectamente la conservación de especies de interés cinegético, como el muflón, al promover la repoblación de estos animales en diferentes zonas del país. La caza de trofeos no debe ser confundida con cacería enlatada, la cual implica cazar un animal, muchas veces criado en cautiverio, en un espacio encerrado carente del concepto ético de persecución justa.

### Europa
Europa cuenta con una larga tradición de caza por trofeos. Las cornamentas de trofeos de caza desplegadas en los muros de antiguos castillos eran una forma de demostrar la salud y calidad de los feudos.

### Sudamérica
En Sudamérica la caza de trofeos es también se ha ido importando de Europa con las migraciones sucesivas al punto de haberse introducido especies de otras partes del mundo para la práctica de esta actividad en países como Argentina, Chile y Perú. 
A inicios del siglo 20 se introdujeron en el Parque Luro en Argentina los primeros ciervos rojos, posteriormente se introdujeron en otras zonas de la Argentina, Chile y Perú; y en los años 20 se introdujeron los ciervos Axis en Uruguay.  

### Caza en ranchos
Es una forma de caza mayor donde los animales cazados han sido criados por sus trofeos.
Muchas especies de caza mayor, como el blackbuck, nilgai, ciervo axis, barasingha, la oveja roja iraní, y varias especies de ciervos, antílopes, felinos del África y el Asia, o islas del pacífico fueron introducidas en ranchos en Texas y Florida, con este fin.
La caza de estos animales puede llegar a costar varios miles de dólares. Dinero que es usado para costear la gestión de estas áreas.
La caza de trofeos podría ser cuestionada bajo esta modalidad ya que el valor del trofeo puede ser subjetivo basado en criterios éticos, de persecución justa o al grado de dificultad que represente abatir a la presa, más que al valor intrínseco de la pieza cobrada.

## Subastas de caza
Las subastas por áreas y especies de interés cinegético constituyen una de las principales fuentes de ingresos que permiten a gobiernos realizar esfuerzos de conservación destapando valor en áreas naturales a través de la caza deportiva, asegurando la preservación de estas y las especies que en ellas habitan. Un claro ejemplo son las subastas de autorizaciones de caza de ovejas salvajes en Estados Unidos, que generan ingresos que permiten la preservación de áreas naturales e incluso la repoblación de la especie
Por medio de subastas es como muchos ranchos y reservas  conservan su fauna y flora, siendo un ingreso significativo para el sector turismo en África, uno de los sectores económicos más grandes del continente, representando casi el 5% de PIB de Sudáfrica, por ejemplo. Sudáfrica en particular es el destino turístico principal en el continente, siendo el país con principal afluencia de cazadores extranjeros en el continente, y donde las subastas son más competitivas. El costo de las subastas se basa en el sexo, rareza y tamaño de la población de la especie. Los animales más amenazados por la caza furtiva, como rinocerontes o elefantes debido a sus cuernos y colmillos de marfil, requieren de un mayor control por parte de los ranchos. Aun así otros herbívoros, específicamente ungulados, tienden a generar ingresos mayores que los carnívoros. Los precios para estos animales pueden lograr a los centenares de miles en rands sudafricanos, equivalentes a decenas de miles de dólares americanos.

## Efectos y asuntos legales
La caza de trofeos es una forma legal de caza deportiva en muchos países es una forma demostrada de conservación, poniéndose en práctica a través de normas y procedimientos que regulan la especie que puede ser cazada, el método de caza permitido, el tipo de armas y calibre mínimos, Permisos, licencias de caza y autorizaciones del gobierno también son requeridas. Las leyes concretas de caza de trofeos varían en función al país y a la especie, siempre basándose en elementos de conservación. Si bien algunas países han prohibido caza de trofeos. Costa Rica, Kenia y Malaui son entre los países qué tiene escogido prohibir caza de trofeo, países como Argentina, Sudáfrica y Estados Unidos han demostrado los beneficios que representa la caza deportiva para efectos de conservación de las especies y las áreas naturales, con mecanismos como el Pittman Robertson Act

## Influencia en conservación

### En África
La caza de trofeos da valor agregado a hábitats naturales que de lo contrario podrían ser aprovechados con otras actividades que podrían ser negativos para la preservación del ecosistema. económicos para conservar áreas para fauna y flora: Biología de Conservación, Revista de Turismo Sostenible, Conservación de Fauna y flora por Uso Sostenible, y Conservación Animal.
Tanzania tiene un estimado 40 por ciento de la población de leones. Sus autoridades de fauna y flora defienden su éxito en mantener tales números (cuando comparados a a países les gusta Kenia, donde números de león se han desplomado dramáticamente) cuando enlazados al uso de caza de trofeo como herramienta de conservación. Según Alexander N. Songorwa, director de fauna y flora para el Tanzanian Ministerio de Turismo y Recursos Naturales, caza de trofeo generó aproximadamente $75 millones para la economía de Tanzania de 2008 a 2011. Del estimado 16,800 leones en Tanzania, algunos 200 leones son asesinados un año, generando sobre $1,960,000 en ingresos en costes de trofeo sólo. Un 2011 estudio en Biología de Conservación encontrada que cazando las cuotas tendrían que ser puestas regionally como número de leones/1000 km², cuando opposed a nacionalmente, tan regionales overhunting hubo probablemente dirigir a disminuciones locales.
Los leones adolescentes son principalmente responsables para slain ganado e interacción humana indeseada. Además, ellos a menudo mujeres de paseo con cubs a esconder o territorio nuevo, forzando las mujeres para cazar presa nueva.

#### Efectos de caza de trofeos en poblaciones animales
La caza de trofeos bien dirigida puede generar efectos positivos en las poblaciones de animales silvestres así como de otros elementos del hábitat que pueden o no ser de interés cinegético.

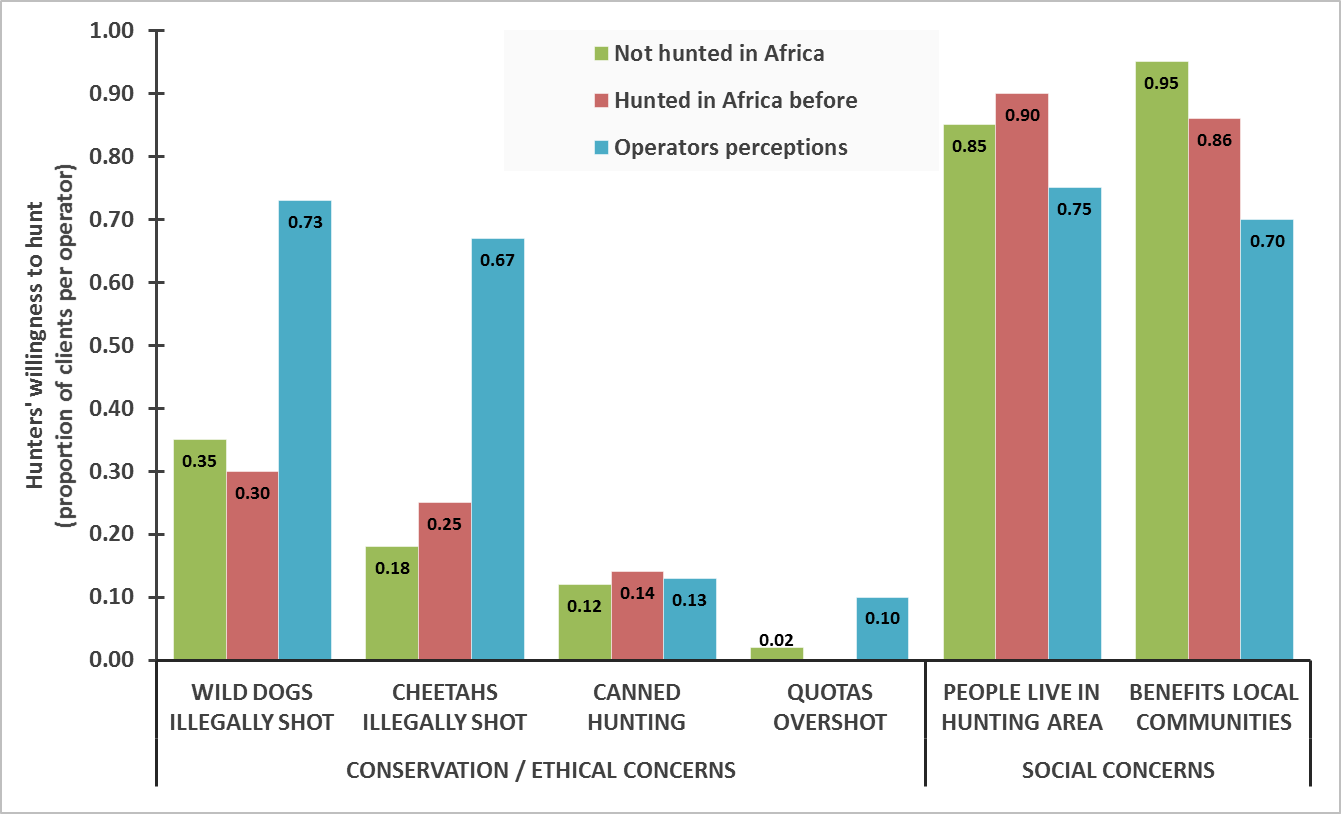
Encuesta Lindsey de Cazadores de Trofeo. (2006)

#### Ayuda financiera y esfuerzos de conservación
La Unión Internacional para la conservación de Naturaleza reconoce que caza de trofeos, cuándo bien-dirigida, puede generar incentivos económicos significativos para la conservación de especie de objetivo y sus hábitats exteriores de protegió áreas.

## Influencia económica
Según el Servicio de Flora y Fauna de EE. UU. y Servicio la caza de trofeos proporciona un incentivo económico para granjeros al proteger especies silvestres, reduciendo la amenaza de extinción de estas.

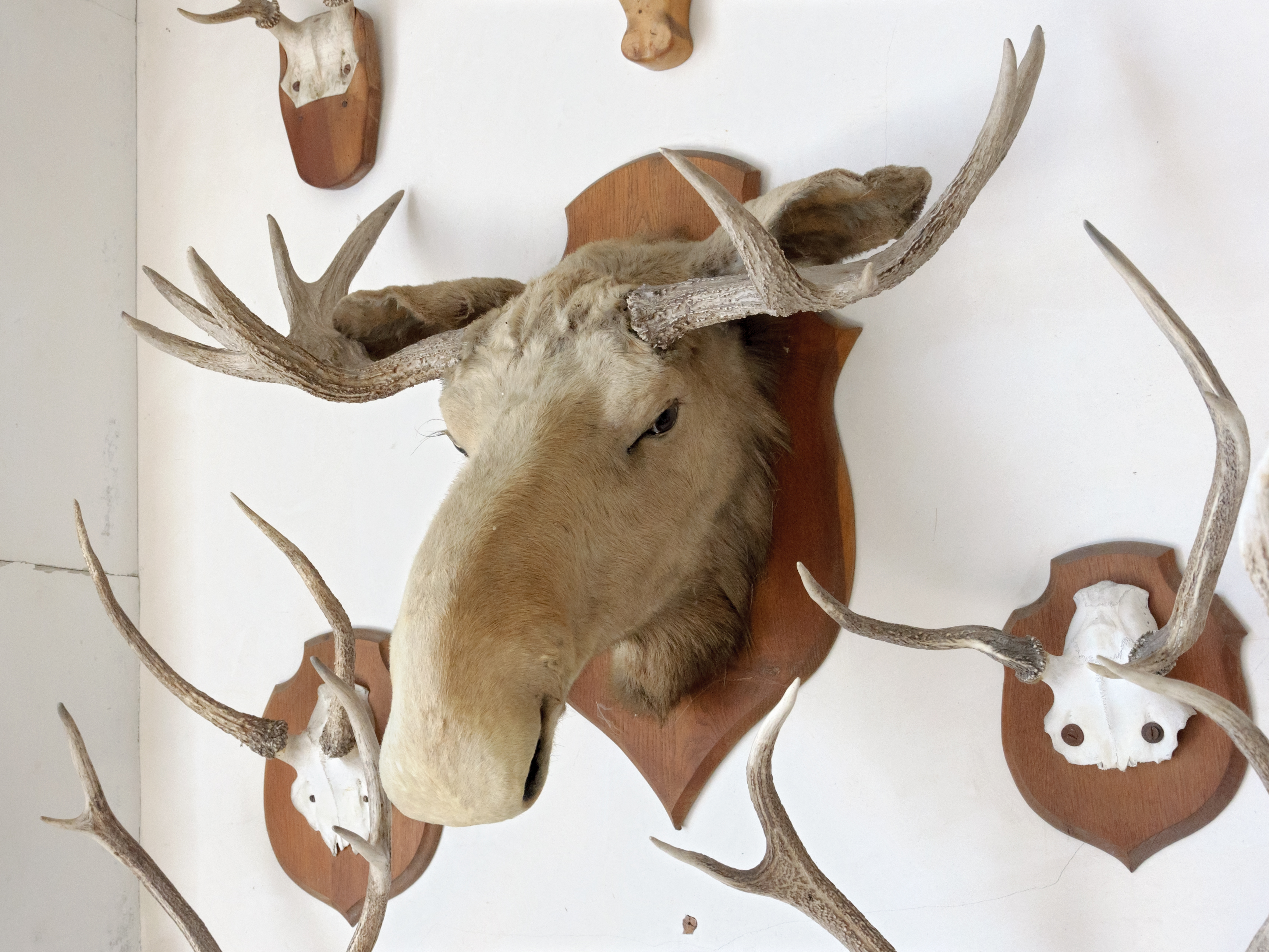
Cornamenta de Alce y astas de ciervos.

Según un estudio patrocinado por Consejo Internacional para Caza Mayor y Conservación de Fauna y flora en sociedad con el Alimentario y Organización de Agricultura, los ingresos generados por la actividad cinegética para siete comunidades en vías de desarrollo en África del Sur  en el 2008 fue aproximadamente de .$190 millones de dólares.
El Ministro de Asuntos Medioambientales sudafricano Edna Molewa declaró que la industria cinegética contribuyó con millones a la economía de Sudáfrica en años pasados. En la temporada de caza del año 2010, los ingresos totales de aproximadamente R1.1 mil millones estuvieron generados por las industrias locales y de caza de trofeos en conjunto. "Esta cantidad sólo refleja los ingresos generados a través de alojamiento y derechos de aprovechamiento por especie. Los ingresos reales son sustancialmente mayores si es que se contabilizan las industrias asociadas, generando un efecto multiplicador, según Molewa.
Según informes de la Unión Internacional para la Conservación de la Naturaleza en The baby and bathwater: caza de trofeos, conservación y comunidades rurales de la caza de trofeos, cuándo bien-dirigida, puede ser sostenible y generar incentivos económicos significativos para la conservación de especie de objetivo, pero que  hay preocupaciones válidas sobre la legalidad, sostenibilidad y ética de algunas prácticas de caza. El papel concluye que en algunos contextos,  puede haber alternativas válidas y factibles a la caza deportiva de trofeos, que puede entregar los beneficios antes mencionados, pero identificar, financiar e implementarlos requiere compromiso genuino por parte del sector privado y comunidades.

### Soporte

#### Argumentos
Proponents [Quién?] De reclamación de caza del trofeo muchos costes de caza van hacia conservación, como porciones de cazar costes de licencia, cazando etiquetas, e impuestos de munición. [ cita necesitada] Además, grupos privados, como la Fundación de Deportes de Tiroteo Nacional, el cual contribuyó más de $400,000 en 2005, y los grupos privados más pequeños también contribuyen fondos significativos; por ejemplo, el Club de Portazo Magnífico Ovis ha levantado más de $6.3 millones para datar para la conservación de ovejas. Proponents De juego y caza de trofeo reclamación que los beneficios económicos presentaron por la práctica es esencial a naciones en qué ecoturismo no es tan viable o popular. Además, lugareños en áreas más rurales de África expresan que  hay tensión entre comunidades humanas y especie segura que peligros de pose a ellos y su ganado. Los miembros de estas comunidades confían en controles de caza actual que les deja a retaliate o preempt contra las amenazas esta especie puede posar. Programas como CAMPFIRE (Programa de Administración de Áreas Comunal para Indigenous Recursos) en Zimbabue ha sido implementado para dejar landowners para beneficiar de la presencia de fauna y flora en su tierra por marketing lo a @individual como dueños de safari o dueños de rancho del juego, enmarcando fauna y flora como recurso renovable. Aparte del económico boon presentado por el programa, CAMPFIRE también ha servido para mitigar ilegal poaching o cazando en áreas seguras, así como ayudando labradores más fácilmente acceder recursos esenciales que a veces tienen que competir con comunidades animales para.

#### Posiciones
Organizaciones que caza de trofeo del soporte como la herramienta para conservación incluye Boone y Crockett Club, La Federación de Fauna y flora Nacional, El Wilderness Sociedad, El Izzaak Walton Liga de América, Fundación de Fauna y flora norteamericana, Asociación de Escritores Exteriores de América, Patos Unlimited,  Fondo de Fauna y flora Mundial,  La Asociación de Silvicultura americana, Fauna y flora Fondo Legislativo de América, Instituto de Administración de la Fauna y flora, La Sociedad de Fauna y flora, y IUCN. [La   
El Presidente de Panthera, un grupo de conservación para gatos grandes y sus ecosistemas, argumenta que caza de trofeo da gobiernos africanos incentivos económicos para dejar bloques naturales, y que la caza es una herramienta más eficaz para proteger la vida salvaje en muchas partes de África.

### Estadística
Los cazadores de trofeos importaron más de 1.26 millones de trofeos a los Estados Unidos en 10 años, desde el 2005 hasta 2014. Canadá era la fuente principal  de importación trofeos.
Del 2005 a 2014, las diez especies más importadas a los Estados Unidos fueron:
1. ganso de las nieves 111,366
2. Pato Mallard 104,067
3. Ganso de Canadá 70,585
4. Oso negro americano 69,072
5. Impala 58,423
6. wildebeest común 52,473
7. Gran kudu 50,759
8. Gemsbok 40,664
9. Springbok 34,023
10. Bontebok 32,771

De 2005 a 2014, los cinco grandes del África importados a los Estados Unidos, totalizaron aproximadamente 32,500 leones, elefantes, rinocerontes, búfalos del cabo, y los leopardos:
1. León
2. Elefante africano
3. Leopardo africano
4. Rinoceronte
5. Búfalo del Cabo[35]

México tiene una industria de caza valorada en aproximadamente $200 millones con aproximadamente 4,000 ranchos.

## Trofeos

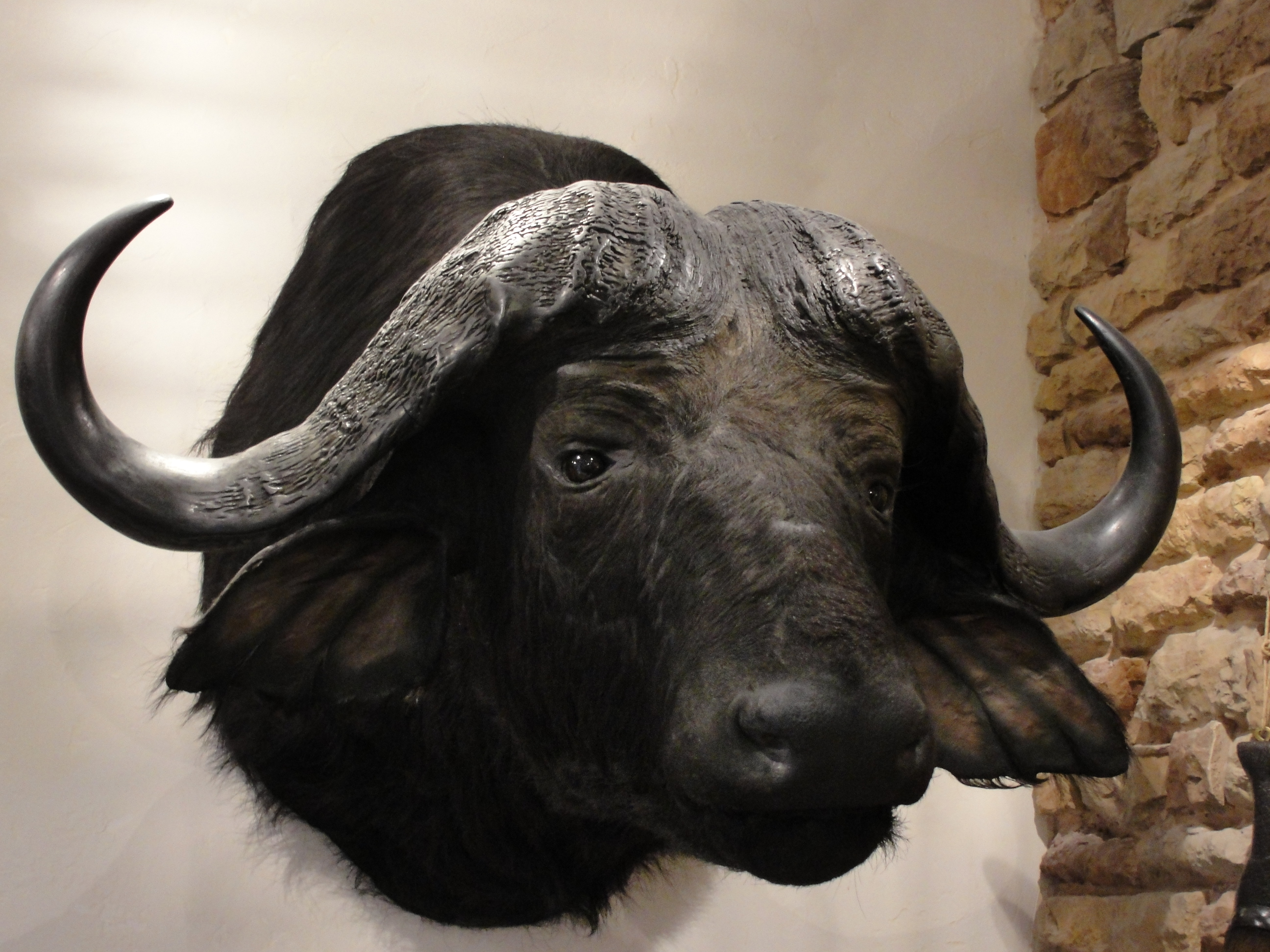
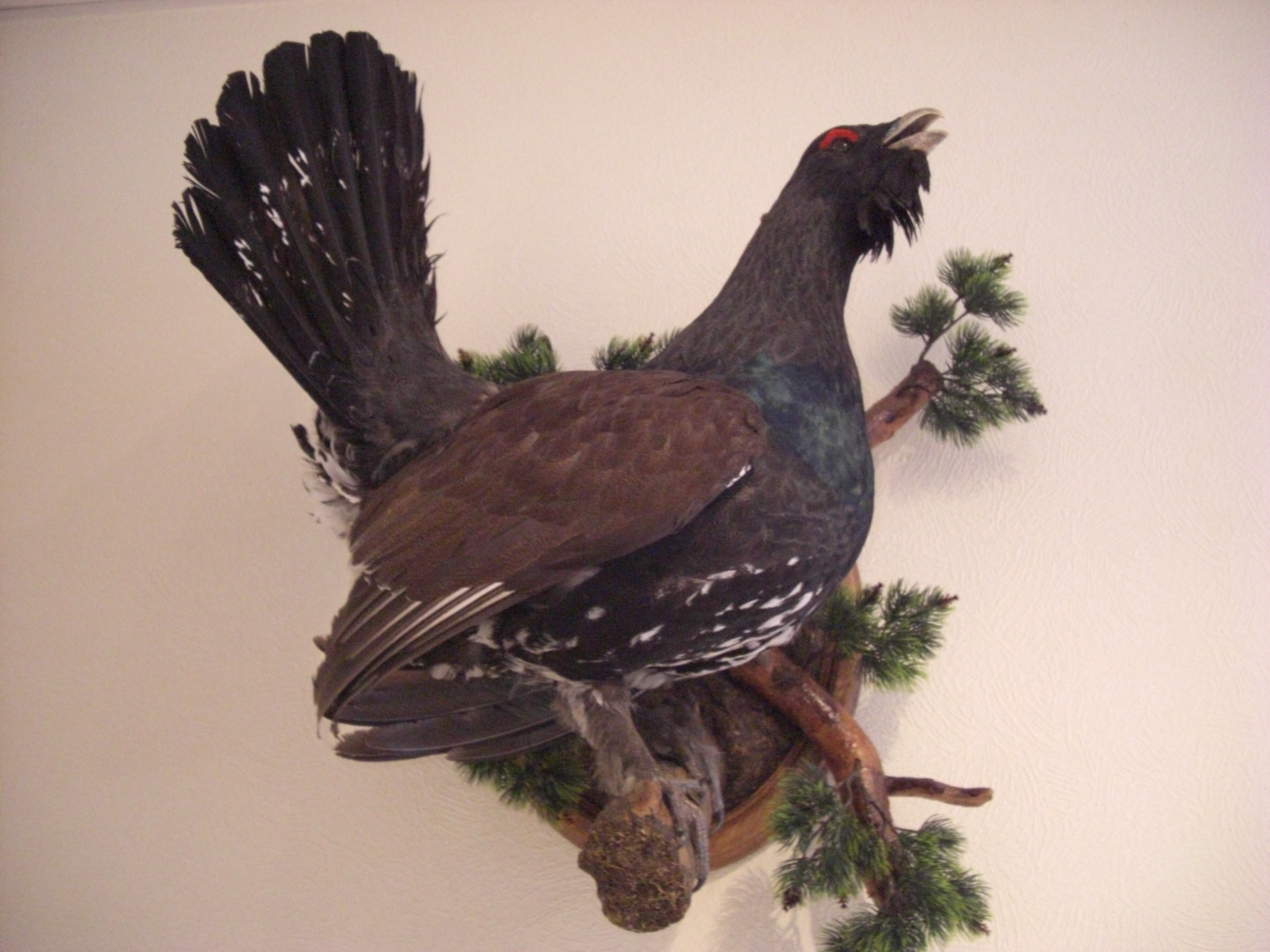
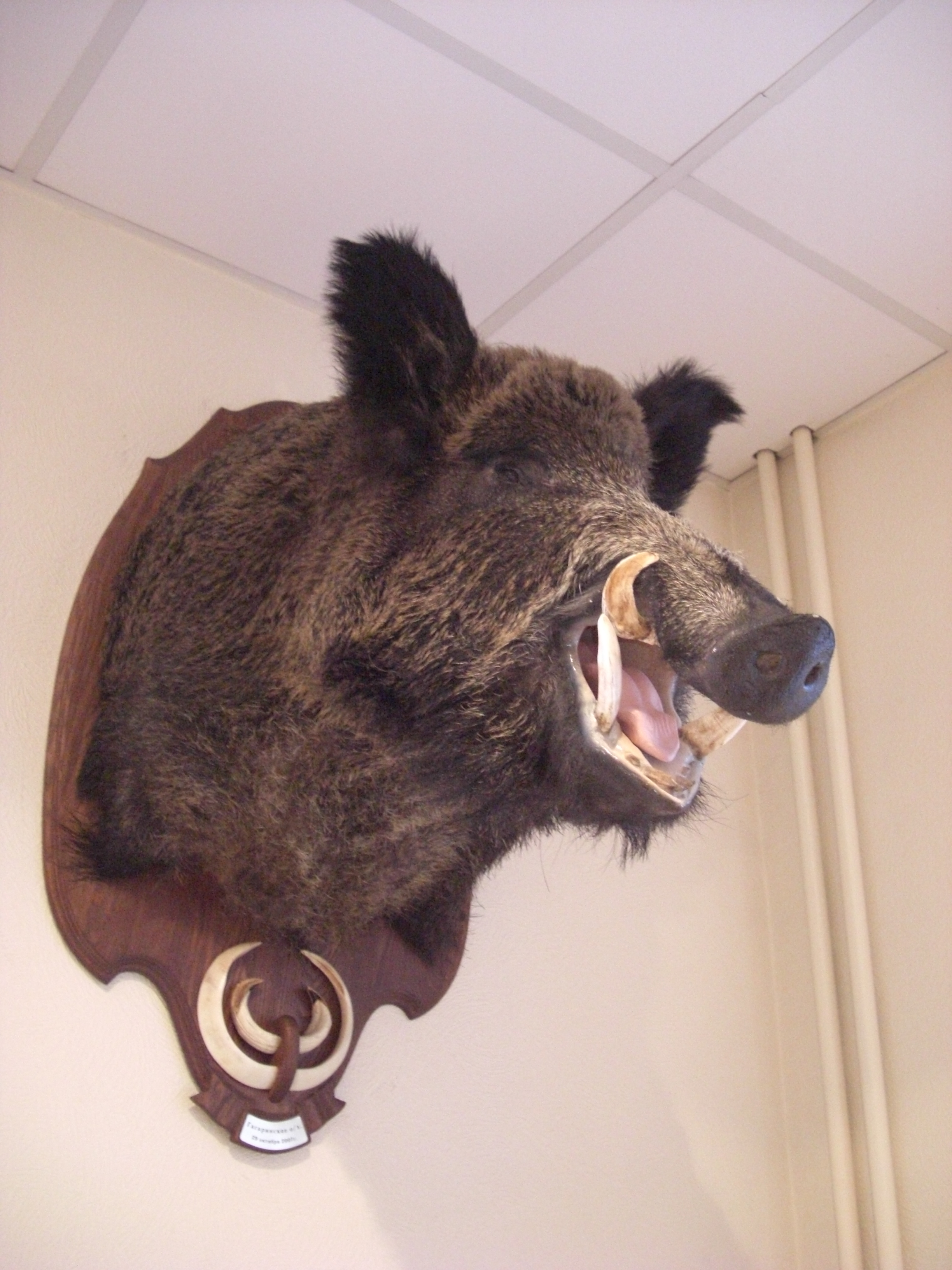
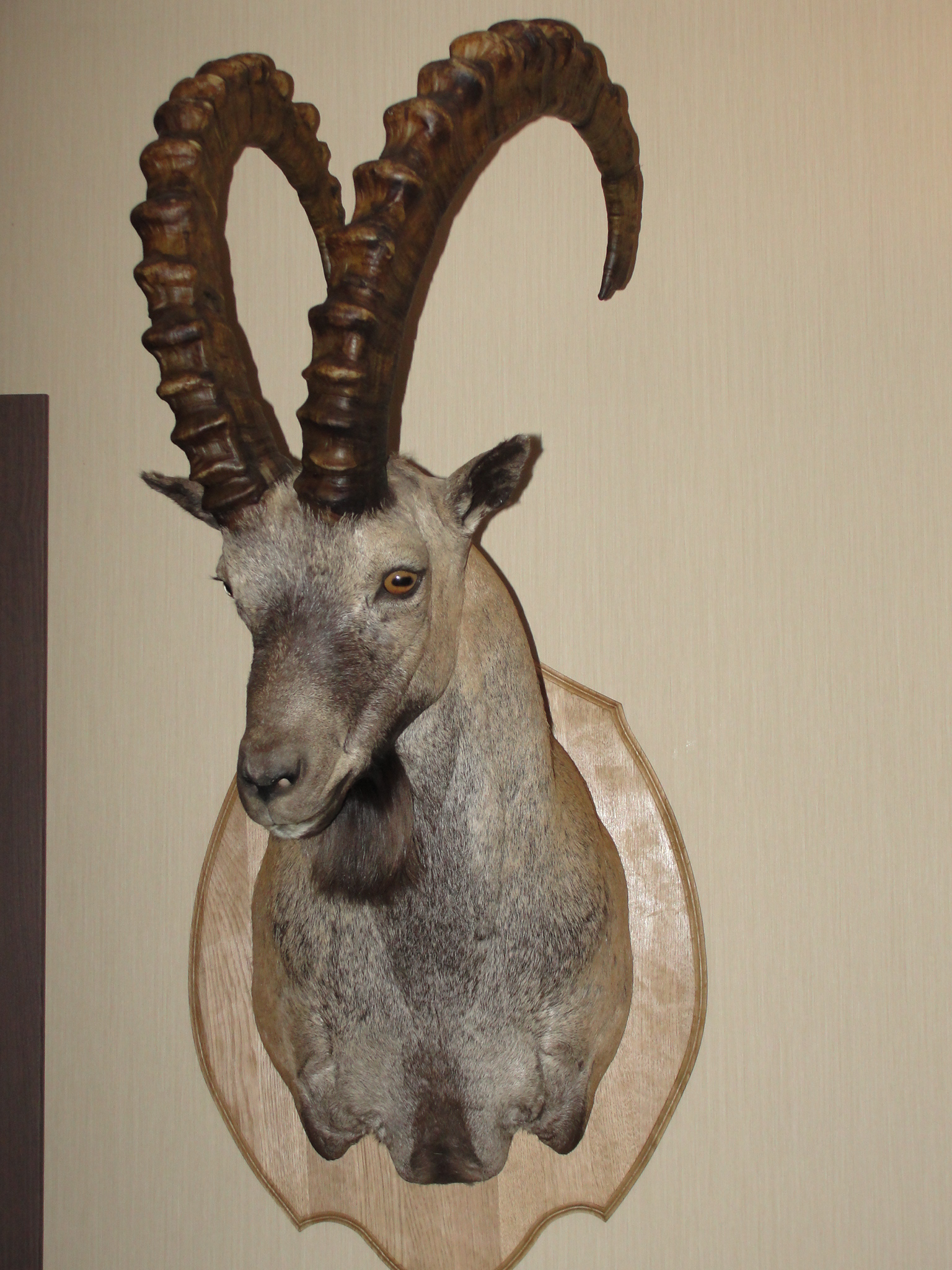
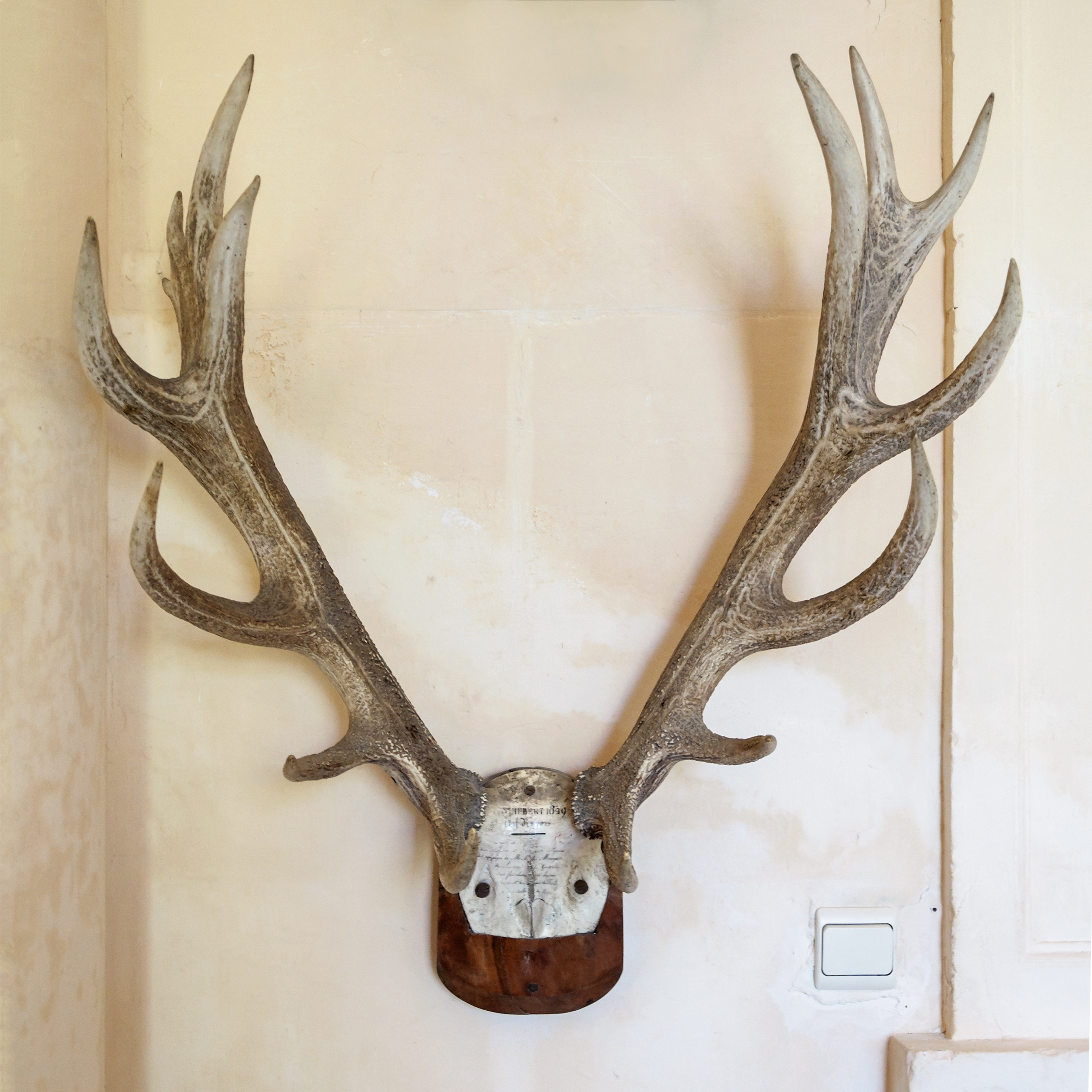